# Alliance & Leicester
Alliance & Leicester Plc est une banque britannique, anciennement une société de crédit immobilier active de 1997 à 2011.  
En 2008, elle fait l'objet d'une OPA de Santander.  
Le titre est retiré de cotation London Stock Exchange  cette même année.  